# Pasmo Działu
Pasmo Działu – pasmo górskie w południowej części pogórza przemyskiego, najwyższym szczytem jest góra Turnica (598 m n.p.m.). Według niektórych podziałów regionalizacyjnych pasmo zaliczane jest do Gór Sanocko-Turczańskich.

## Topografia
Pasmo ciągnie się lekkim łukiem w kierunku płn.-zach. – płd.-wsch. Na północy graniczy z przełomem rzeki Wiar, na zachodzie poprzez dolinę Jamninki ciągnącej się wzdłuż prawie całej długości pasma sąsiaduje z równie długim Pasmem Jamnej. Bardziej na południu poprzez Przełęcz pod Jamną (524 m n.p.m.) łączy się z głównym szczytem Pasma Jamnej, Jamną (598 m n.p.m.). Na samym południu graniczy z dolinami potoków Wyrwa i Arłamówka, tuż przy granicy polsko-ukraińskiej. Na płd.-wsch. przez Przełęcz pod Suchym Obyczem (572 m n.p.m.) łączy się z Masywem Suchego Obycza oraz Połoninkami Arłamowskimi. Na wschodzie graniczy z doliną potoku Turnica.
Na płn.-wsch. od głównego grzbietu odzielają się dwa grzbiety boczne, biegnące w kierunku płn.-wsch. Pierwszy, ze szczytami Kanasin (555 m n.p.m.), Przedkanasinie (472 m n.p.m.), Zapust (525 m n.p.m.), Polanka (382 m n.p.m.); łączy się poprzez Przełęcz pod Kanasinem z innym szczytem głównego grzbietu, Działem (553 m n.p.m.). Drugi, ze szczytem Łysa (474 m n.p.m.), położony bardziej na północ. Oba boczne grzbiety oddziela dolina potoku Borysławka.

## Opis
Pasmo w znacznej części zalesione. Inne ważniejsze szczyty głównego grzbietu to: Nad Przełomem (486 m n.p.m.), Kamionka (553 m n.p.m.), Staszów (566 m n.p.m.), Kiczora (579 m n.p.m.), Leśna (586 m n.p.m.), Wierch (590 m n.p.m.), punkt widokowy; Pecyków (571 m n.p.m.).
To właśnie na tym paśmie, nieco na południe od Turnicy, znajduje się Ośrodek Wypoczynkowy "Arłamów", niegdyś obiekt Urzędu Rady Ministrów. Od północy do ośrodka przylega Rezerwat przyrody Turnica.

## Szlaki turystyczne
- Niebieski szlak turystyczny Rzeszów – Grybów
- Kopystańka – Rybotycze – Kanasin – Suchy Obycz